# Децата на балкана
„Децата на балкана“ е български игрален филм от 1917 година на режисьора Кеворк Куюмджиян. Оператор е Кеворк Куюмджиян.

## Актьорски състав
- Теодорина Стойчева – Неда
- Кръстьо Сарафов – Драган
- Йордан Минков – Дядо Петко
- Минко Балкански – Български офицер
- Ставруда Фратева
- Петър Радоев
- Зора Старскова
- Петър Гюров